# Слов'янський бульвар (станція метро)
55°43′47″ пн. ш. 37°28′17″ сх. д. / 55.72972° пн. ш. 37.47139° сх. д.
«Слов'янський бульвар» — 177-ма станція Московського метрополітену, розташована на Арбатсько-Покровській лінії. Відкрита 7 вересня 2008 року на діючій дільниці між станціями «Парк Перемоги» і «Кунцевська». Названа по розташованому поруч однойменному бульвару.

## Вестибюлі
Станція має два підземних вестибюля (західний і східний). Східний вестибюль сполучений з платформою сходами оздобленими гранітом (ширина — 6 метрів), західний — похилим ходом з трьома стрічками ескалаторів. Вихід на поверхню з вестибюлів здійснюється по підземних переходах, над входами в які встановлені світлопрозорі павільйони. Є два ліфти для спуску і підйому інвалідних візків.

## Пересадки
- На потяги  МЦД-1 Слов'янський бульвар
- А: 58, 77, 91, 103, 104, 157, 157к, 205, 231, 622, 641, 641к, 732, 840, 883, обласні — 139, 339, 477, 818

## Технічна характеристика
Конструкція станції — односклепінна мілкого закладення (глибина закладення —10 м). Споруджена з монолітного залізобетону. Довжина платформи — 162 метри, ширина — 10 метрів, висота — 8,5 метрів.

## Колійний розвиток
Станція без колійного розвитку.

## Оздоблення
Станція оздоблена металевими елементами в стилі модерн, натхненними входами Ектора Гімара Паризького метрополітену. У великих поглибленнях склепіння розміщені ковані металеві орнаменти з листя і гілок (автор І. Лубенніков). Склепіння кессоновано і накриває платформу станції та східний вестибюль. Світильники встановлені на колійних стінах так, щоб освітлювалося все склепіння станції.
На платформі встановлено металеві «дерева» для додання станції схожості зі Слов'янським бульваром, що на горі. На вершинах «дерев» розміщені ліхтарі.
Колійні стіни оздоблено зеленим мармуром «Верде Гватемала» (на завершення — профіль із нержавіючої сталі). Підлога вкрита чорним грубозернистим гранітом «Верде Бахія», що по краях платформи має термооброблену поверхню.

## Події
- 15 липня 2014 на перегоні між станціями «Парк Перемоги» та «Слов'янський бульвар» трапилася аварія; загинуло не менше ніж 20 осіб, постраждало близько 160.